# Cleome amblyocarpa
Cleome amblyocarpa là một loài thực vật có hoa trong họ Màng màng. Loài này được Barratte & Murb. mô tả khoa học đầu tiên năm 1905.